# August Grisebach
August Heinrich Rudolf Grisebach est un botaniste prussien, né le 17 avril 1814 à Hanovre et mort le 9 mai 1879 à Göttingen.

## Biographie
Grisebach est le fils de l'auditeur général hanovrien Rudolph Dietrich Grisebach (1773-1837) et de sa deuxième femme Louise Meyer (1793-1876). En 1844, il se marie avec Evelyne Henriette Reinbold (1822-1886). Leurs fils sont l'architecte Hans Grisebach et l'écrivain Eduard Grisebach (de), leur petit-fils l'historien d'art August Grisebach (de). 
Il fait des études de médecine et de botanique à l'université de Göttingen et à Berlin de 1832 à 1836, année où il reçoit son doctorat. Il devient professeur-associé à l'université de Göttingen en 1841 et professeur titulaire en 1847. Il fait des voyages scientifiques dans les Alpes en 1833, en Turquie en 1839, dans les Pyrénées en 1850, en Norvège en 1842. Il dirige le jardin botanique de Göttingen en 1875.
Il est notamment l’auteur de Genera et Species Gentianearum (1839), Flora of the British West Indian islands (1859-1864), Die Vegetation der Erde nach Ihrer Klimatischen Anordnung (deux volumes, 1872) et de nombreuses autres publications sur les plantes de l’Asie et de l’Amérique du Sud. Il est élu en 1844 à l'Académie allemande des sciences Leopoldina. Le botaniste américain Asa Gray lui envoie les plantes récoltées à Cuba par Charles Wright afin de les décrire, il rédigera ainsi 3 ouvrages de référence à partir de ce matériel.
Grisebach est le premier auteur à classer les végétaux suivant la région climatique où ils vivent. Il décrit ainsi dans Die Vegetation der Erde environ cinquante formations végétales classées par régions climatiques. Il affirme, par exemple, que les plantes des forêts tropicales humides d’Afrique, d’Amérique du Sud et de l’archipel indien doivent être d’abord considérées au regard du climat qui y règne plutôt qu’en fonction des régions géographiques. Les botanistes spécialiste de la répartition des végétaux suivront Grisebach en utilisant trois de ses concepts :
1. les végétaux doivent être classés en fonction de leurs formes adaptatives plus que pour leur relation phylogénétique ;
2. les végétaux doivent être considérés comme des parties d’une société végétale ;
3. et le climat est le facteur déterminant pour la constitution des communautés végétales.

## Éponymie
- En botanique, deux genres lui ont été dédiés: Grisebachia (maintenant non valide) et Grisebachianthus (Asteraceae) ainsi que plus de 200 espèces.

### Espèces décrites
- Eryngium agavifolium Griseb., 1874

## Publications
- 1839: Genera et Species Gentianearum, Version numérique sur Google Books.
- 1859-1864 : Flora of the British West Indian islands, 7 volumes, London, L. Reeve. Version numérique sur Botanicus.
- 1860-1862 : Plantae Wrightianae e Cuba orientali, rédigé avec Asa Gray et Charles Wright, American Academy of Arts and Sciences. Version numérique sur Botanicus.
- 1866 : Catalogus plantarum cubensium exhibens collectionem Wrightianam aliasque minores ex insula Cuba missas, Lipsae : Apud Gulielmum Engelmann. Version numérique sur Botanicus.
- 1872 : Die Vegetation der Erde nach ihrer klimatischen Anordnung : ein Abriss der vergleichenden Geographie der Pflanzen, 2 volumes, Leipzig, Engelmann Verlag.